# Tamsin Greig
Tamsin Margaret Mary Greig, född 12 juli 1966 i Maidstone, Kent, är en brittisk skådespelare. Greig har bland annat medverkat i tv-serierna Black Books, Green Wing,  Episodes och Friday Night Dinner.

## Filmografi i urval
- 2000–2004 – Black Books (TV-serie)
- 2002 – Miranda
- 2004 – The Lenny Henry Show (TV-serie)
- 2004 – Shaun of the Dead
- 2005 – Doctor Who (TV-serie)
- 2004–2006 – Green Wing (TV-serie)
- 2005–2008 – Love Soup (TV-serie)
- 2009 – The Diary of Anne Frank (Miniserie)
- 2009 – Emma (TV-serie)
- 2011–2017 – Episodes (TV-serie)
- 2011–2020 – Friday Night Dinner (TV-serie)
- 2020 – Belgravia (TV-serie)